# Spiaggia libera (film)
Spiaggia libera è un film del 1966 diretto da Marino Girolami.